# Termômetro

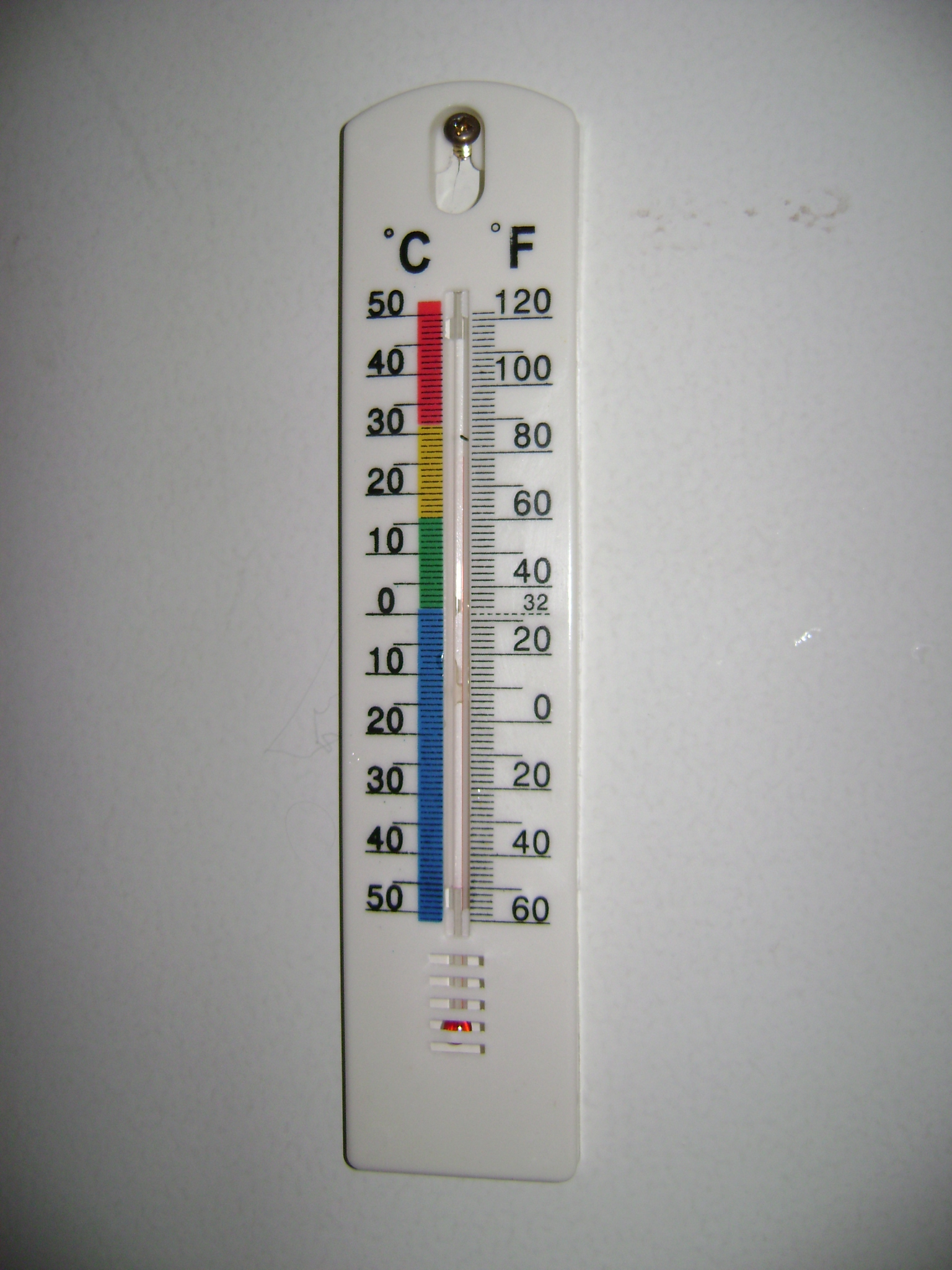
Termômetro com marcações em Grau Celsius e Grau Fahrenheit

O termômetro (português brasileiro) ou termómetro (português europeu) é um aparelho usado para medir a temperatura ou as variações de temperatura. É um instrumento composto por um elemento sensor que possua uma propriedade termométrica, isto é, uma propriedade que varia com a temperatura. O termômetro é um sensor de temperatura.

## História
Não há registro de quem teria inventado o primeiro termômetro. São citados como possíveis inventores os italianos Galileu Galilei e Santorio Santorio, o inglês Robert Fludd e o holandês Cornelius Drebbel. Em 1708 o dinamarquês Ole Rømer construiu um termômetro a álcool cuja escala variava de zero, para a temperatura de uma mistura de gelo e cloreto de amônio, até sessenta graus, para a temperatura de ebulição da água.

## Temperatura
A noção de temperatura é antiga, nasce da ideia de senso comum de medir quão "frio" ou "quente" está um corpo em diferentes estados térmicos.

## Medida da temperatura
A temperatura é a medida através do grau de agitação das moléculas de um sistema, sendo assim não podemos medi-lá diretamente, precisamos estabelecer padrões observando as alterações dos objetos analisados, como os efeitos da dilatação térmica e a resistência elétrica.

## Escalas termométricas
Uma escala termométrica é definida por conjunto de valores atribuídos a um mesmo corpo em diferentes temperaturas, mediante a correspondência de uma equação termométrica ou uma lei de dependência.
A escala mais usada na maioria dos países do mundo é a Celsius (°C), Nessa escala, o parâmetro foi a água, com 0 °C para o ponto de congelamento e 100 °C para o ponto de ebulição.  Outras escalas são a Fahrenheit, a Kelvin e a Réaumur.

## Alguns exemplos de termômetros

### Termômetro bimetálico

Termômetro bimetálico.

Os mais conhecidos termômetros bimetálicos baseiam-se no efeito de dilatação de um material composto por dois componentes metálicos com coeficientes de dilatação diferentes. A dilatação acontece quando uma barra de metal ligada a outra barra de metal diferente são aquecidas ou esfriadas, resultará diferentes alterações nos comprimentos que irá produzir um arqueamento da barra. Esse arqueamento é usado para abrir ou fechar válvulas bem como ligar ou desligar circuitos elétricos ou em alguns casos registrar a quantidade de corrente que atravessa a barra. Os do primeiro tipo podem ser construídos de forma semelhante aos termômetros a líquido: uma barra, retilínea ou não, ao dilatar-se, move um ponteiro registrador.
Os mais usados e precisos termômetros desse tipo exploram a diferença de dilatabilidade entre materiais como latão, ferro e cobre, etc. Para isso, constroem-se lâminas bimetálicas de forma espiraladas que se curvam, conforme aumentam ou diminuem a temperatura. Nesse movimento, a lâmina arrasta, em sua extremidade, um ponteiro que percorre uma escala graduada ou registra graficamente a variação de temperatura num papel em movimento.

### Termômetro de gás

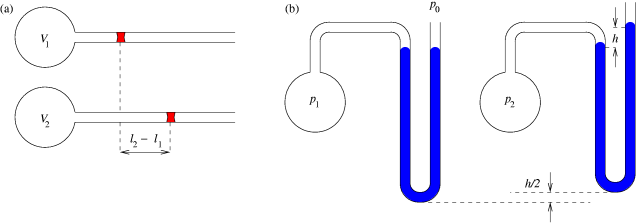
Funcionamento Termômetro de Gás

O termômetro de gás ou de volume constante, mede a temperatura pela variação do volume e da pressão de um gás. É constituído por um bulbo ligado por um tubo capilar de um manômetro. O bulbo é preenchido com um gás de modo que o volume no bulbo permanece constante. A pressão do gás no bulbo pode ser obtida através da medição da diferença de nível, nos dois braços do manômetro.
O termômetro de pressão a gás compreende um elemento de medição de pressão, como o Tubo Bourdon através de um tubo capilar ligado a um frasco que está exposto à temperatura a ser medida. Uma vez que o elemento medidor de gás e o tubo de ligação não possuem a mesma temperatura do bulbo, o seu volume deve ser maior, de modo que os erros introduzidos pelo elemento medidor de temperatura e da pressão capilar são insignificantes. O bulbo deve ser de pelo menos 40 vezes o volume do restante do sistema. Por isso, e devido ao atraso na transmissão de mudanças de pressão no tubo capilar, este comprimento é limitado a um máximo de 123 m, e de preferência menos. Esses termômetros devido a sua precisão, são muitas vezes utilizados para calibrar outros termômetros.

### Termômetro de infravermelho

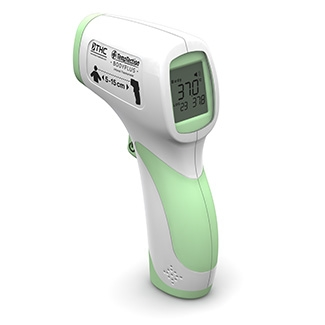
Termômetro de Infravermelho

Um termômetro infravermelho, também denominado de pirômetro ótico, é um dispositivo que mede temperatura sem contato com o corpo/meio do qual se pretende conhecer a temperatura. Geralmente este termo é aplicado a instrumentos que medem temperaturas superiores a 600 graus Celsius. Uma utilização típica é a medição da temperatura de metais incandescentes em fundições.
Basicamente esse equipamento é constituído por um sistema óptico e um detector. O sistema óptico foca a energia emitida por um objeto sobre o detector. A saída do detector é proporcional à energia irradiada pelo objeto menos a energia absorvida e a resposta desse detector a um comprimento de onda específico.
Apesar de ser fácil manuseio, ele apresenta algumas desvantagens, tais como o custo elevado, quando comparado com outro equipamento de medição de temperatura e para realizar a calibração deste equipamento ainda não foi definido uma procedimento padrão. A emissividade é um fator entre outros utilizado para se determinar a energia emitida pela superfície do corpo, pois a ela depende da temperatura e do comprimento de onda no qual a medição é executada, se a superfície for polida ou estiver oxidada também irá influenciar nessa reflexão de energia.

### Termômetro de máxima e mínima

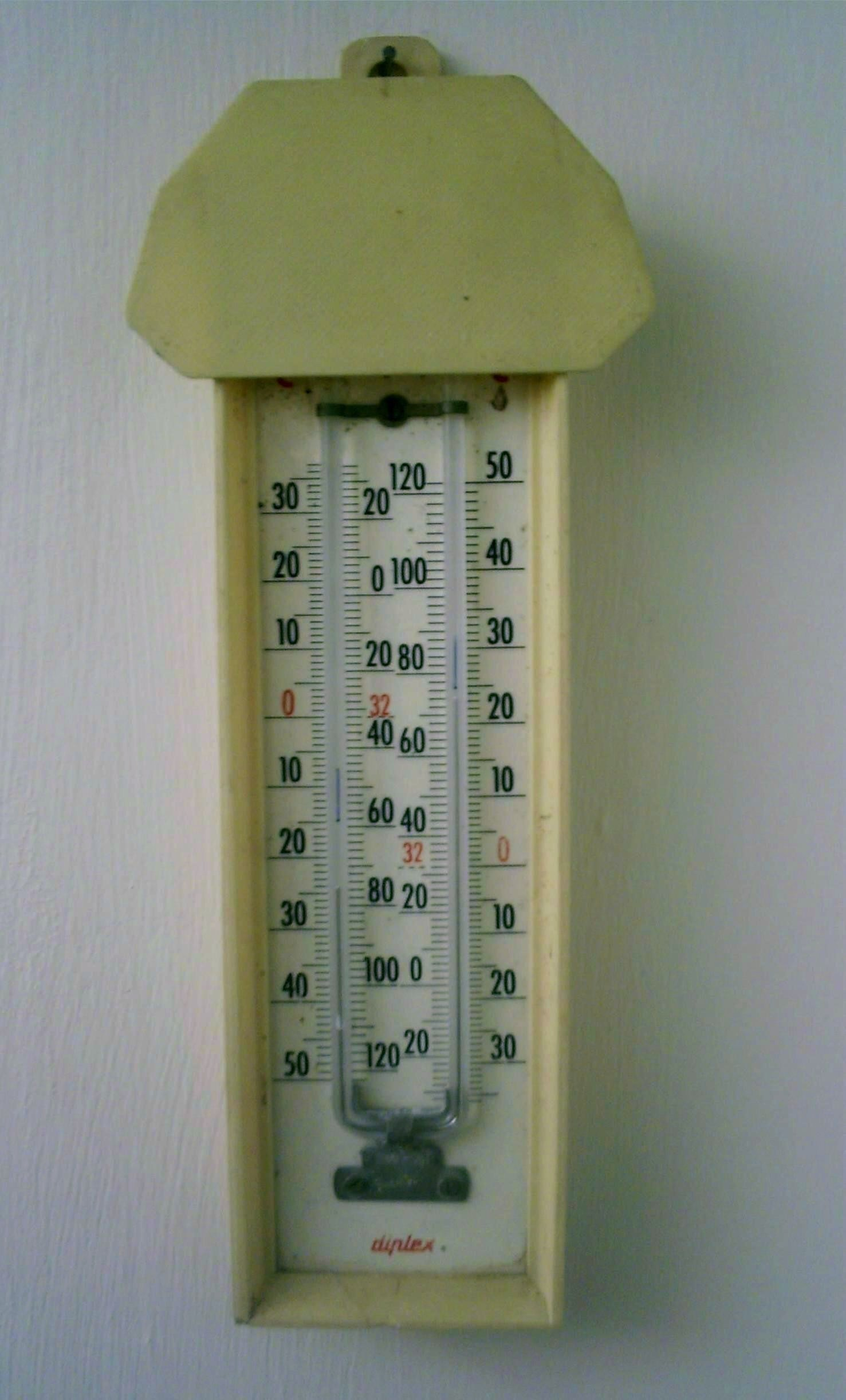
Termômetro de Máxima e Mínima

É um termômetro composto por um tubo curvo no formato de U com dois bulbos de tamanhos diferentes, um em cada extremidade. Na parte inferior curvada é colocado uma certa quantidade de mercúrio. Nos bulbos são colocados álcool, um deles está completamente cheio (bulbo esquerdo) e o outro está pela metade (bulbo direito), pois é preciso ter espaço para receber o produto da dilatação.
Dois indicadores de ferro (1 e 2) são colocados um em cada extremidade do tubo e estão submersos no álcool podendo mover-se livremente pelas paredes. Sendo assim, fica visível a marcação da temperatura máxima e mínima demonstradas pela posição dos indicadores 1 e 2 nas paredes do tubo.
Inicialmente os dois indicadores são levados até o nível do mercúrio por um ímã e somente ele pode movê-los, ou seja, o álcool não altera suas posições.
Com o aumento da temperatura, há dilatação, tanto do álcool como do mercúrio, ocasionando no deslocamento do sistema no tubo em sentido anti-horário, devida a localização do bulbo cheio à esquerda que empurra o mercúrio deslocando o indicador 1 localizado na haste direita.
Com a diminuição da temperatura, devido a contração dos líquidos, o movimento é inverso e faz com que o indicador 2 localizado na haste esquerda desloque-se até a altura máxima de contração do mercúrio.

### Termômetro de mercúrio

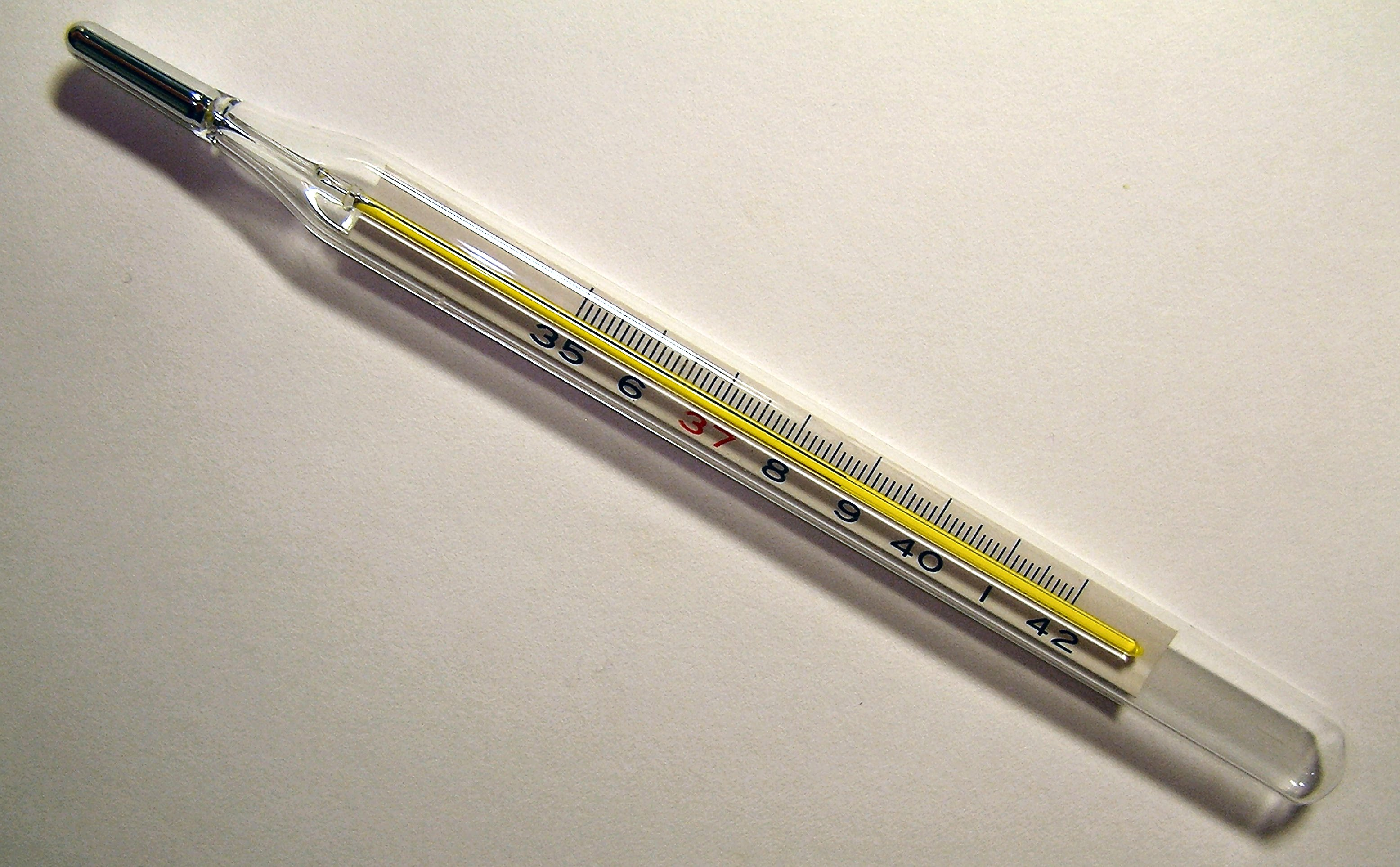
Termômetro de mercúrio

Consiste, basicamente, de um tubo capilar de vidro, fechado a vácuo, e um bulbo, contendo mercúrio.
O mercúrio, por ter um valor alto de coeficiente de dilatação, ele aumenta de volume à menor variação de temperatura. O volume do mercúrio aquecido se expande no tubo capilar do termômetro. E essa expansão é medida pela variação do comprimento, numa escala graduada que pode ter uma precisão de 0,05 °C. Algumas vantagens: o seu ponto de fusão é -40 °C e o seu ponto de ebulição é 360 °C, longe das temperaturas comuns em condições normais na superfície da terra; por causa da condução térmica ser alta, rapidamente atinge o equilíbrio térmico e se mostra visível a temperatura, e por causa do seu calor específico ser baixo, não diminui significativamente a temperatura do corpo com que se põe em contato; o fato do mercúrio ser um líquido opaco e escuro facilita a visibilidade da marcação e até mesmo o vidro funciona como uma lupa tornando ainda mais visível a temperatura marcada.
Algumas limitações são a própria fonte de funcionamento do objeto, o mercúrio. Pois, por ser uma substância tóxica, apresenta alto risco de contaminação. Necessitando de muito cuidado no manuseio e descarte correto. 
Na época, da criação do termômetro de mercúrio tal aparato foi revolucionário e influenciador para a sociedade do período. Foi pelo fato de que com a criação deste material, obtivemos melhoria na precisão das medições, avanço na ciência, mais aplicações médicas e com isso, um universo de possibilidades foram abertas, influenciando a vida cotidiana. Com a maior precisão, ramos como física, química e medicina podem ser mais explorados, sendo isto um exemplo de avanço em variadas áreas da ciência. 
Nos dias atuais, conter termômetros em casa é algo comum. No passado, não poderia ser considerado algo habitual ter esse tipo de material, pois era de mais difícil acesso e por se tratar de uma inovação, até ser divulgada e popularizada, levou um período de tempo. 
Por isso, para as sociedades atuais, termômetros são aparelhos necessários que encontramos em nossas residências, consultórios, hospitais, postos de saúde, e em vários outros locais. Contudo, percebemos que, no momento presente não utilizamos a mesma tipologia de equipamento, devido a novas descobertas e aquisição de recentes conhecimentos.  

### Termômetrohigrômetro

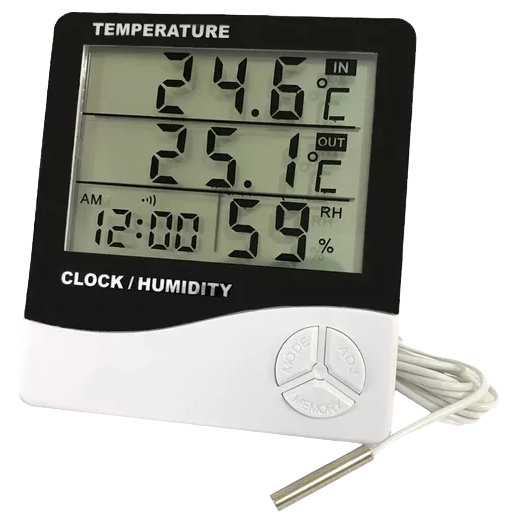
Termômetro higrômetro com sensor interno e externo

O termo-higrômetro é um instrumento de medição que registra tanto a temperatura quanto a umidade de um ambiente, combinando dois sensores ambientais em um único aparelho. 
Os termo-higrômetros são compactos e desenhados para uma variedade de ambientes finais como residências, laboratórios, farmácias, mercados, industrias e outros. Podendo ser equipado com um sensor chamado de sonda externa, que permite monitorar simultaneamente a temperatura e a umidade dentro e fora de um local específico.
O dispositivo também guarda medições mínimas e máximas realizadas dentro do período em que está sendo utilizado, ajudando o usuário a controlar os picos. 

### Termômetro interno-externo
Um termômetro interno-externo é um termômetro que fornece simultaneamente uma medição das temperaturas interna e externa. A parte externa do termômetro requer algum tipo de dispositivo de sensoriamento de temperatura remoto. Convencionalmente, isso era feito estendendo o bulbo do termômetro até o local remoto. Os instrumentos modernos são mais propensos a usar alguma forma de transdutor eletrônico.

Ao longo do tempo foram feitos "de vidro" e também eletrônicos, tendo como objetivo permitir que a temperatura externa seja indicada dentro de um edifício, eliminando assim a necessidade de sair para fazer uma leitura de temperatura. Eles também são usados em veículos e são particularmente úteis para veículos municipais envolvidos na remoção de neve e gelo.

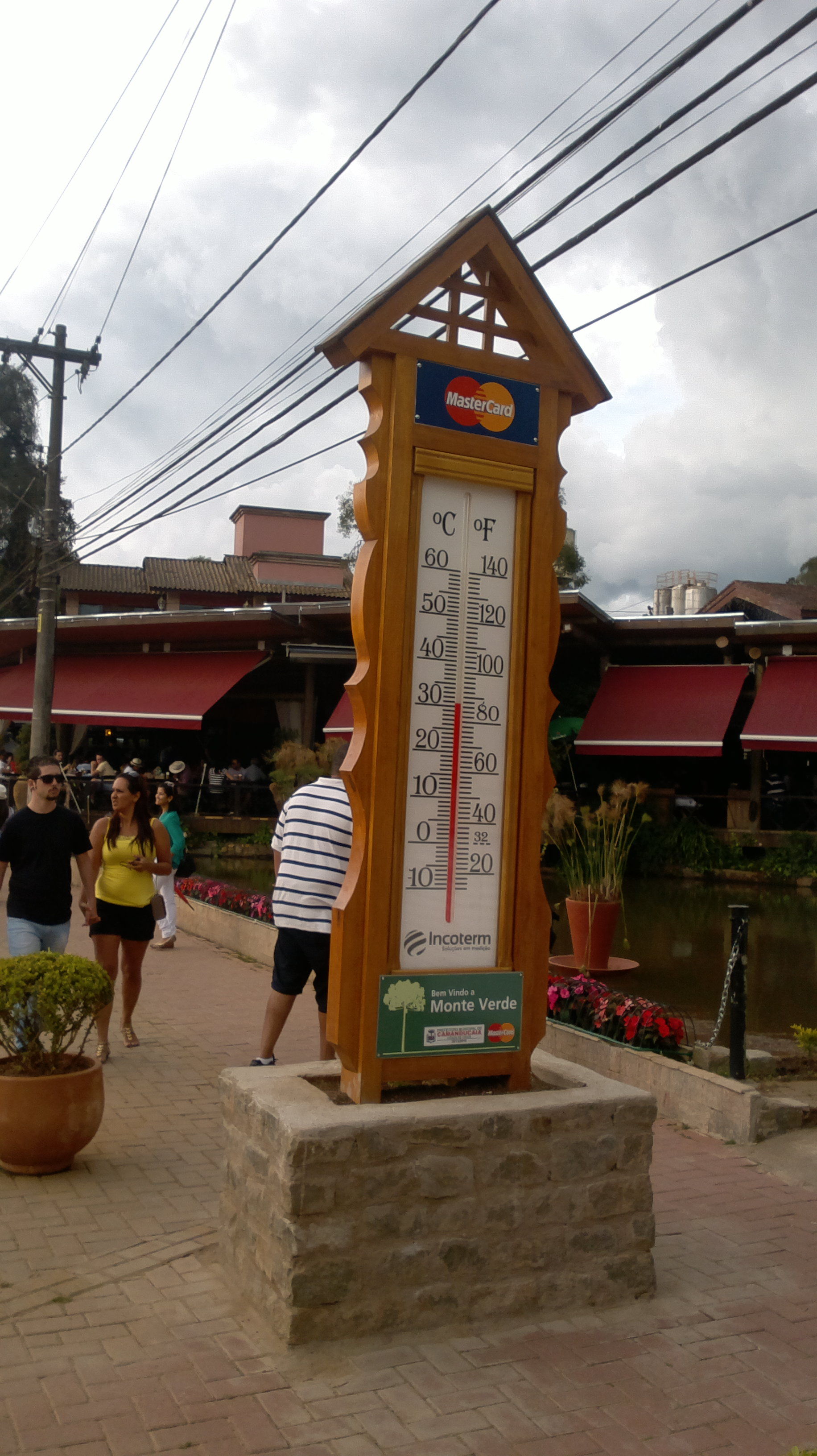
Termômetro de mercúrio de Rua em Monte Verde, Minas Gerais

## Termômetros através do tempo
A seguinte cronologia mostra o avanço da tecnologia de medição de temperatura:
- 1592: Galileo Galilei constrói o termoscópio;
- 1612: Santorre Santorio dá uso médico ao termômetro;
- 1724: Daniel Gabriel Fahrenheit inventa o termômetro de mercúrio;
- 1821: Thomas Johann Seebeck inventa o termopar;
- 1885: Calender-Van Duesen inventa o termômetro de sensor de temperatura de resistência de platina;
- 1892: Henri Louis Le Châtelier constrói o primeiro pirômetro óptico.
- 1947: William Dubilier criou o primeiro termômetro infravermelho.